# Грешам (град, Орегон)
Грешам (на английски: Gresham) е град в окръг Мълтнома, щата Орегон, САЩ. Грешам е с население от 100655 жители (2008) и обща площ от 57,6 km². Намира се на 91,7 m надморска височина. ЗИП кодът му е 97030, 97080, 97233, а телефонният му код е 503.